# Jehuda Pen

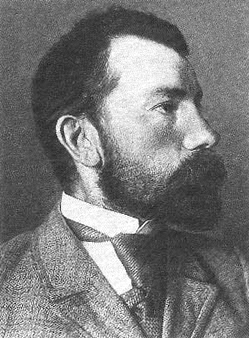
Jehuda Pen, 1905

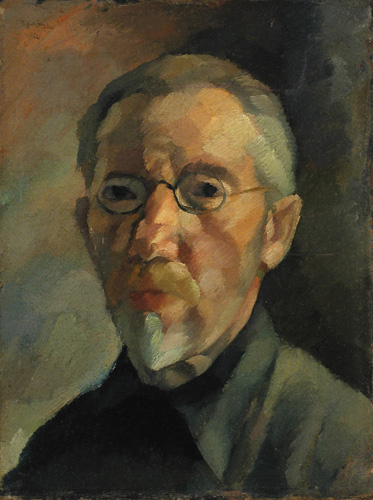
Jehuda Pen (A. M. Braser, 1921)

Jehuda Pen (russisch Юдель Пэн; * 24. Maijul. / 5. Juni 1854greg. in Nowoaleksandrowsk (heute wieder Zarasai, Litauen); † 28. Februar oder 1. März 1937 in Witebsk) war ein jüdisch-litauischer Maler und Lehrer und dabei eine der wichtigsten Figuren der Jüdischen Renaissance in der belarussischen Kunst zu Beginn des 20. Jahrhunderts.

## Leben und Werk
Jehuda Pen wurde am 24. Mai 1854 in der Stadt Nowoaleksandrowsk geboren. Sein zeichnerisches Talent wurde früh offenbar und schon 1867 wurde er ins benachbarte Dwinsk (heute Daugavpils, Lettland) zu einem Maler in die Lehre geschickt. 1879 ging er von dort nach Sankt Petersburg, wo ihm zunächst wegen fehlender russischer Sprachkenntnisse die Aufnahme an die Kunstakademie verwehrt blieb. Nach zweijährigem Privatstudium wurde er 1882 doch aufgenommen und studierte bei Pawel Tschistjakow. Nach seinem erfolgreichen Abschluss 1886 ging er nach Zarasai zurück. Dort konnte er keine Beschäftigung finden und ging nach Riga, wo er in Baron Korff einen Mäzen fand.
1890 besuchte er Ilja Repin in Witebsk und eröffnete dort 1896 auf Einladung des dortigen Gouverneurs die erste private Kunstschule auf belarussischem Boden – die Jüdische Kunstschule. Seine Schüler dort waren unter anderen Ilja Masel, Jefim Minin, Oskar Meschtschaninow, Marc Chagall, Ossip Zadkine, El Lissitzky und Ilja Tschaschnik. Er legte besonderes Gewicht auf das Erlernen der Grundtechniken und das Zeichnen. Dabei hielten seine Schüler oft in Skizzen das Leben des armen jüdischen Schtetls fest, als dessen Vertreter sich Pen sah.
1899 stellte er in Witebsk erstmals seine eigenen Werke aus, 1908 folgte eine Ausstellung in St. Petersburg. Pen wurde in die dortige Künstlergilde aufgenommen. Auch in der Sowjetunion konnte er sich als geachteter Künstler und Lehrer etablieren. 1927 erhielt er die Auszeichnung Verdienter jüdischer Künstler.
In der Nacht vom 28. Februar auf den 1. März 1937 wurde Pen in seinem Wohnhaus in Witebsk ermordet. Die Hintergründe der Tat sind nie aufgeklärt worden. Nach seinem Tod wurde in Witebsk eine Galerie mit seinen Werken eingerichtet. Sie befinden sich heute im Besitz des Kunstmuseums Witebsk und des Staatlichen Kunstmuseums von Belarus.

## Bildergalerie

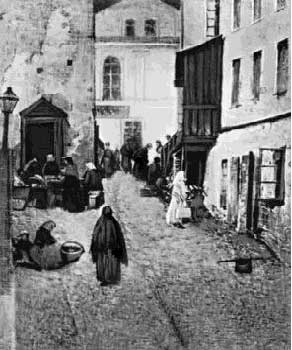
Straße in Witebsk
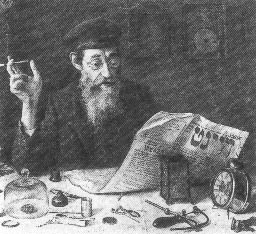
Uhrmacher
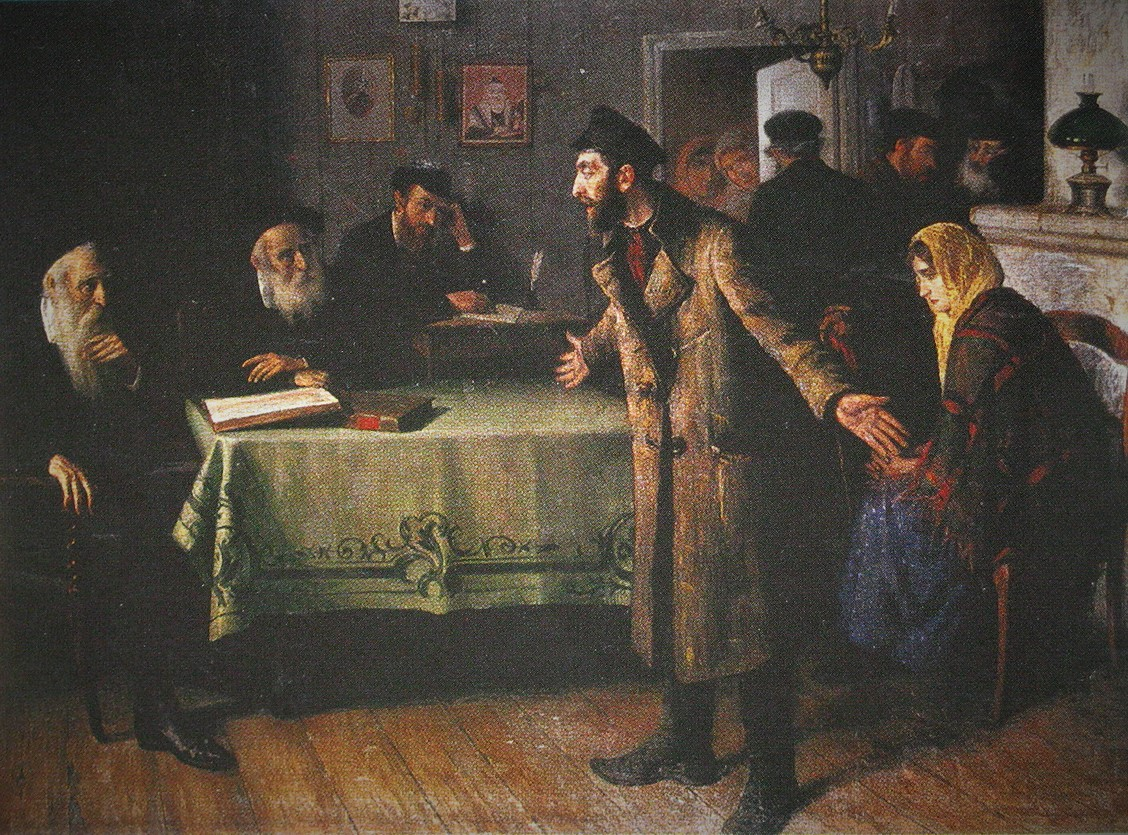
Scheidung
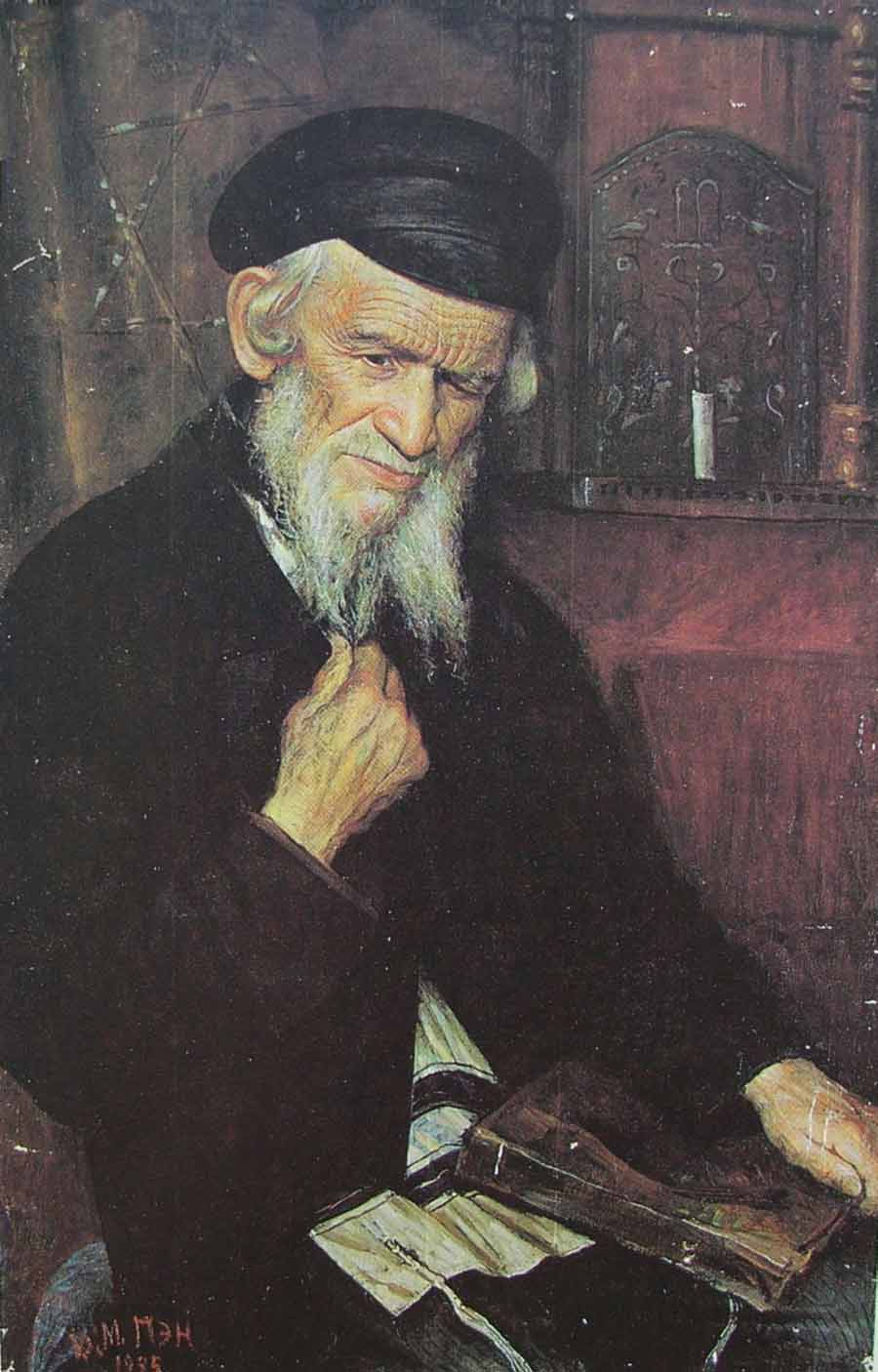
Talmud-Gelehrter
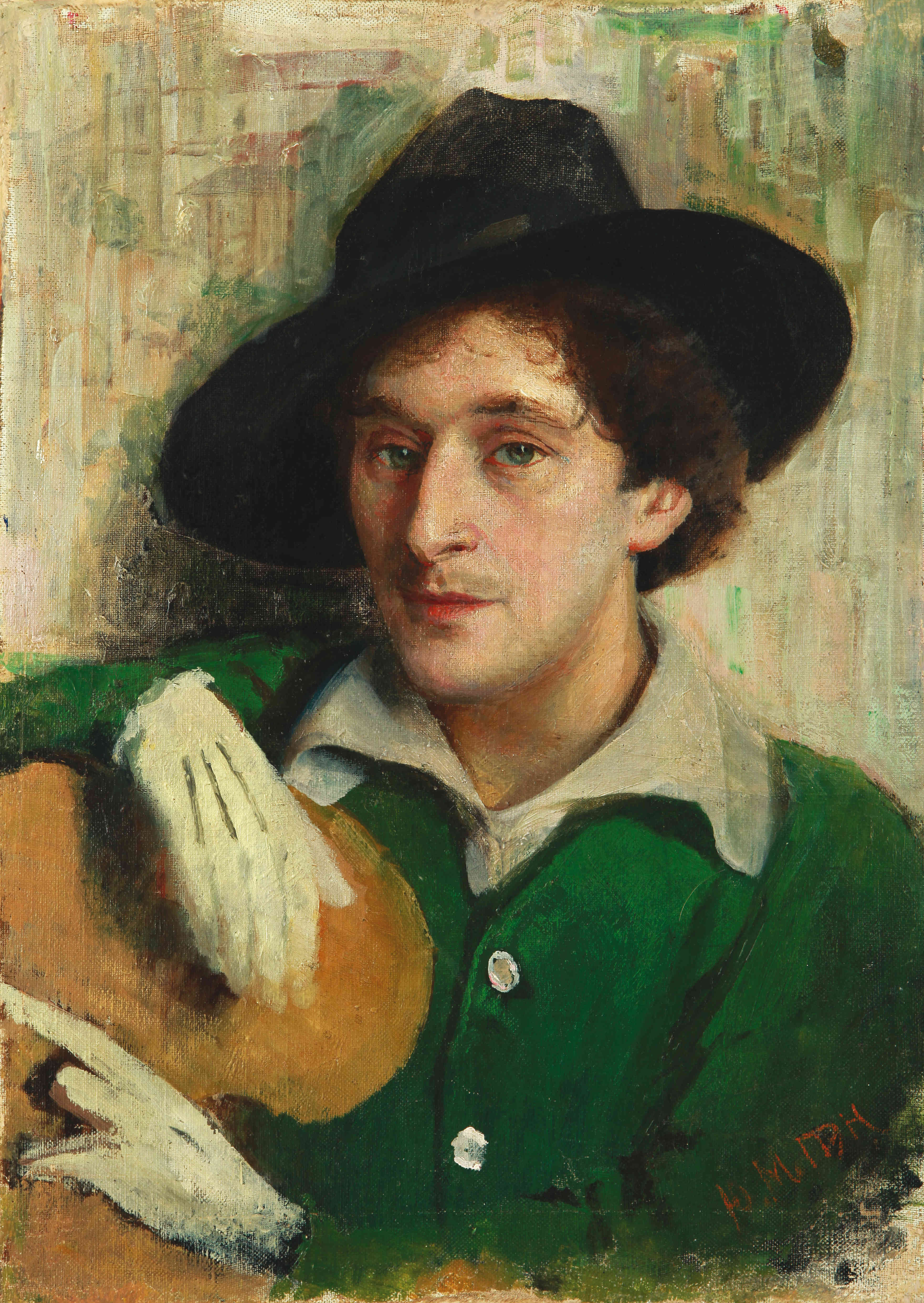
Porträt Marc Chagall, 1915